# جو تورنر (كاتب)
جو تورنر (بالإنجليزية: Joe Lynn Turner) (و. 1951  م) هو مغني، وموسيقي، وكاتب أغاني أمريكي.

## وصلات خارجية
- جو تورنر على موقع IMDb (الإنجليزية)
- جو تورنر على موقع ميوزك برينز (الإنجليزية)
- جو تورنر على موقع أول ميوزيك (الإنجليزية)
- جو تورنر على موقع ديسكوغز (الإنجليزية)

- جو تورنر في قاعدة بيانات الأفلام على الإنترنت